# 星のウイッチ
『星のウイッチ』（ほしのウイッチ）は原悠衣による漫画作品。マッグガーデン発行の『月刊コミックブレイド』2006年3月号から2007年6月号まで連載された。単行本は全3巻。

## あらすじ
宇宙には人の住んでいる星が2つある。ひとつは、人間の住んでいる星“プラネット”。もうひとつに、人が住んでいたとしても「同じ」人間ではないと言われている星“アルテミス”がある。お互いの星は永らく関係を絶っており、その存在自体が御伽噺のようになってしまっている部分がある。
物語の主人公であるカヅキは、マリーと名乗る少女と出会うことでアルテミスで起ころうとしている出来事に巻き込まれていくことになる。

## 登場人物
カヅキ
プラネットに住む少年。兄が経営する店の手伝いをしている。父から聞かされたアルテミスの存在を信じている。困っている人を放っておけないらしく、マリーの「人助け」にも協力している。
マリー
カヅキが店前で見かけた変な服を着た少女。カヅキが綺麗な瞳の色をしていると評したその少女は、アルテミスからプラネットにやってきた大魔女であった。同じくアルテミスからプラネットに来た人物を捜す為にやってきたようで、呼び止めたカヅキを魔法で押さえつけ消え去った。人間のことが嫌いらしいが、一方で人の為になる事をしたいと良く口にする。いつも懐中時計を持っており、何か秘密があるらしい。
ヴィオラ
消え去ったマリーを捜している途中でカヅキが出会った変な服を着た女性。マリーが捜していた人物であり、出会ったカヅキに対し、死の呪いをかけて消え去ってしまう。謎めいた行動をたびたび取るが、それも何らかの目的があるようだ。
オズ
自称「道化師のオズ」。また、自らを「過去と未来を知る傍観者」と称し、物語の舞台に関わらない姿勢を示している。常日頃から傘を持ち歩いている。
アスター
謎めいた魔法使いの青年。ヴィオラの主人のような存在らしい。マリー、コーデリアと深い関わりがある。
コーデリア
マリーとアスターの過去に深い関わりがあるらしい。「ほとんど同じなくらい」にヴィオラと顔が似ている。

## 書籍
1. ISBN 978-4861273131 2006年9月9日出版[3]
2. ISBN 978-4861273568 2007年2月10日[4]
3. ISBN 978-4861273971 2007年7月10日[5]